# Barklya syringifolia
Barklya syringifolia är en ärtväxtart som beskrevs av Ferdinand von Mueller. Barklya syringifolia ingår i släktet Barklya och familjen ärtväxter. Inga underarter finns listade i Catalogue of Life.

## Bildgalleri

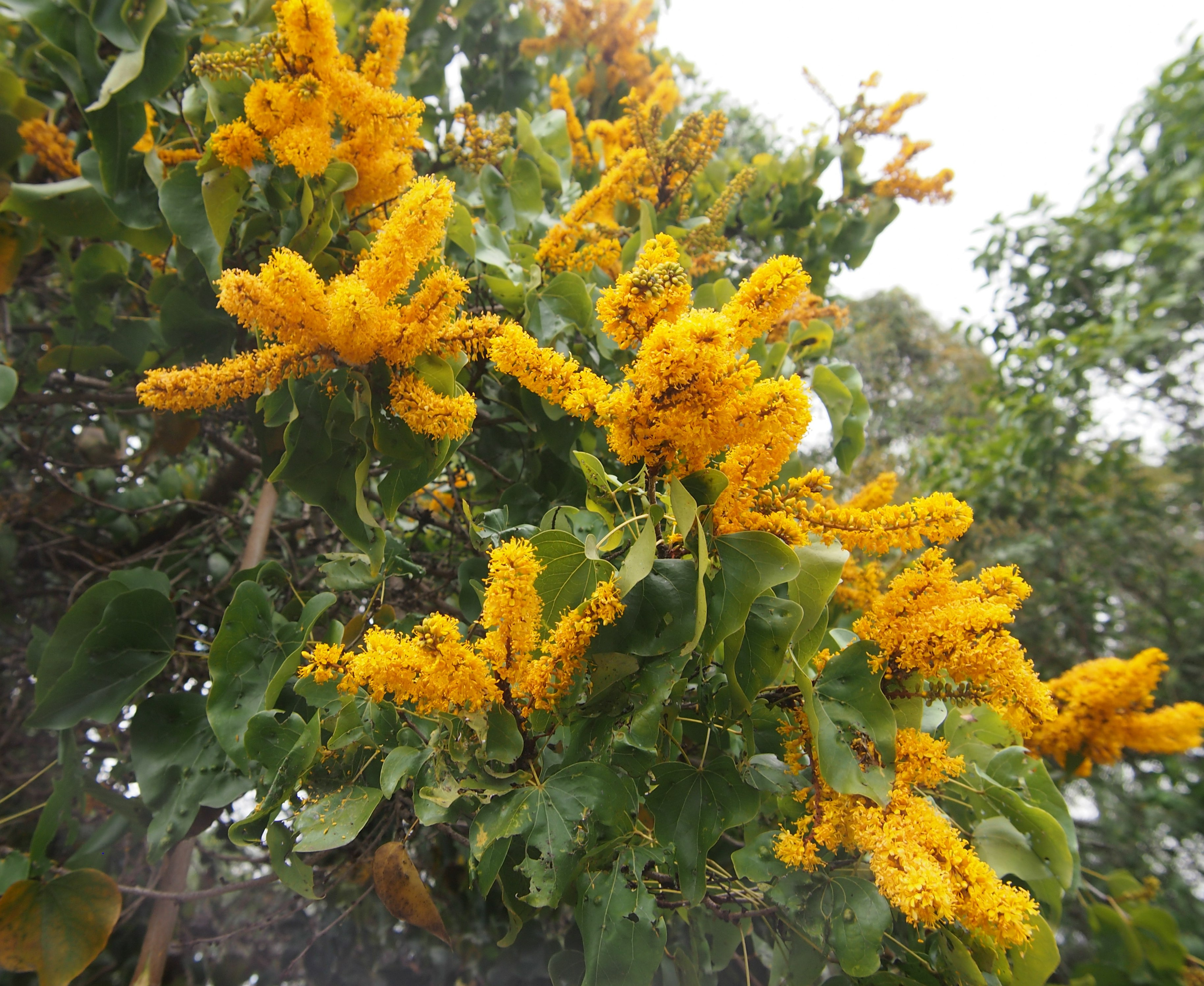
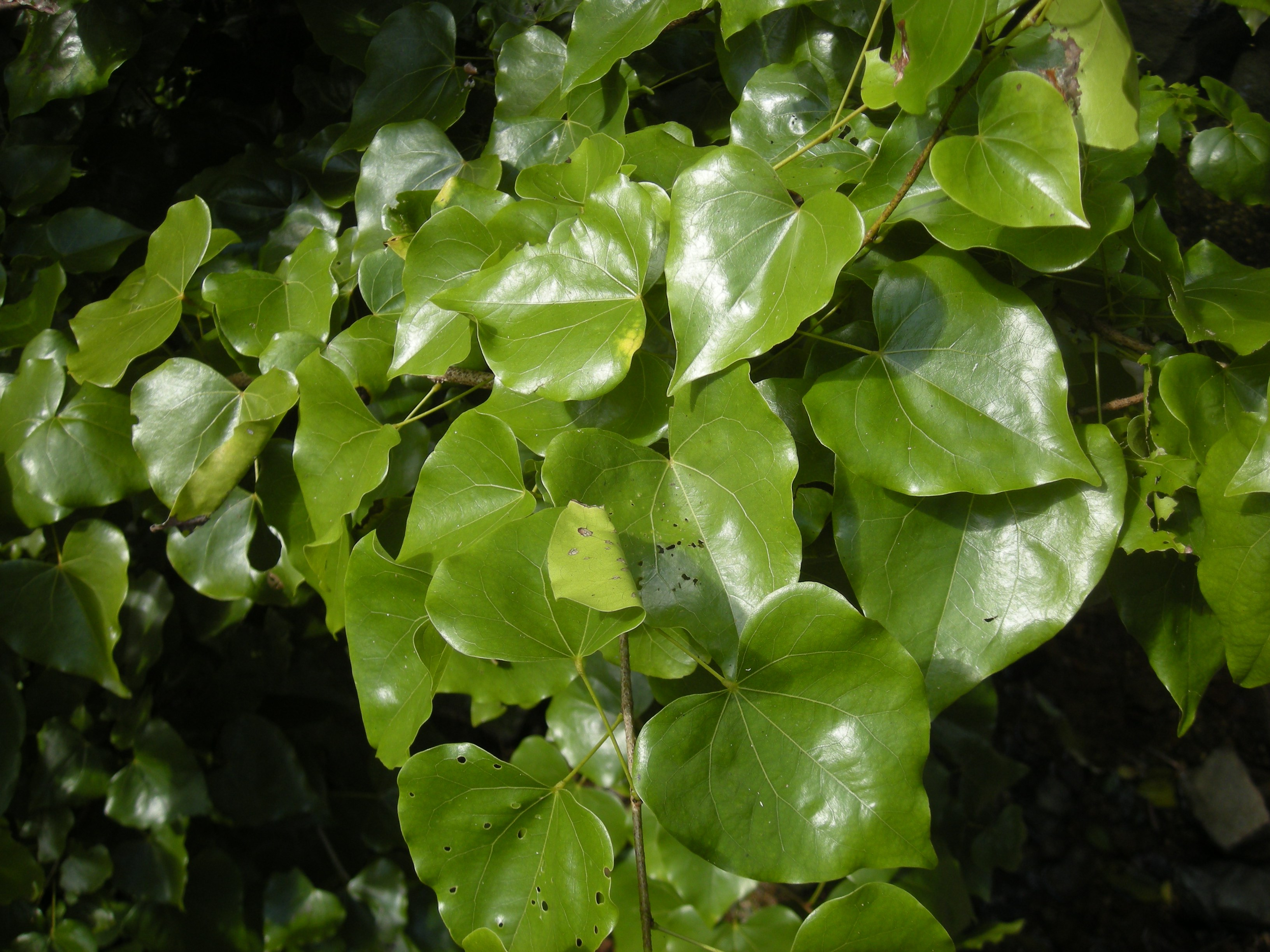
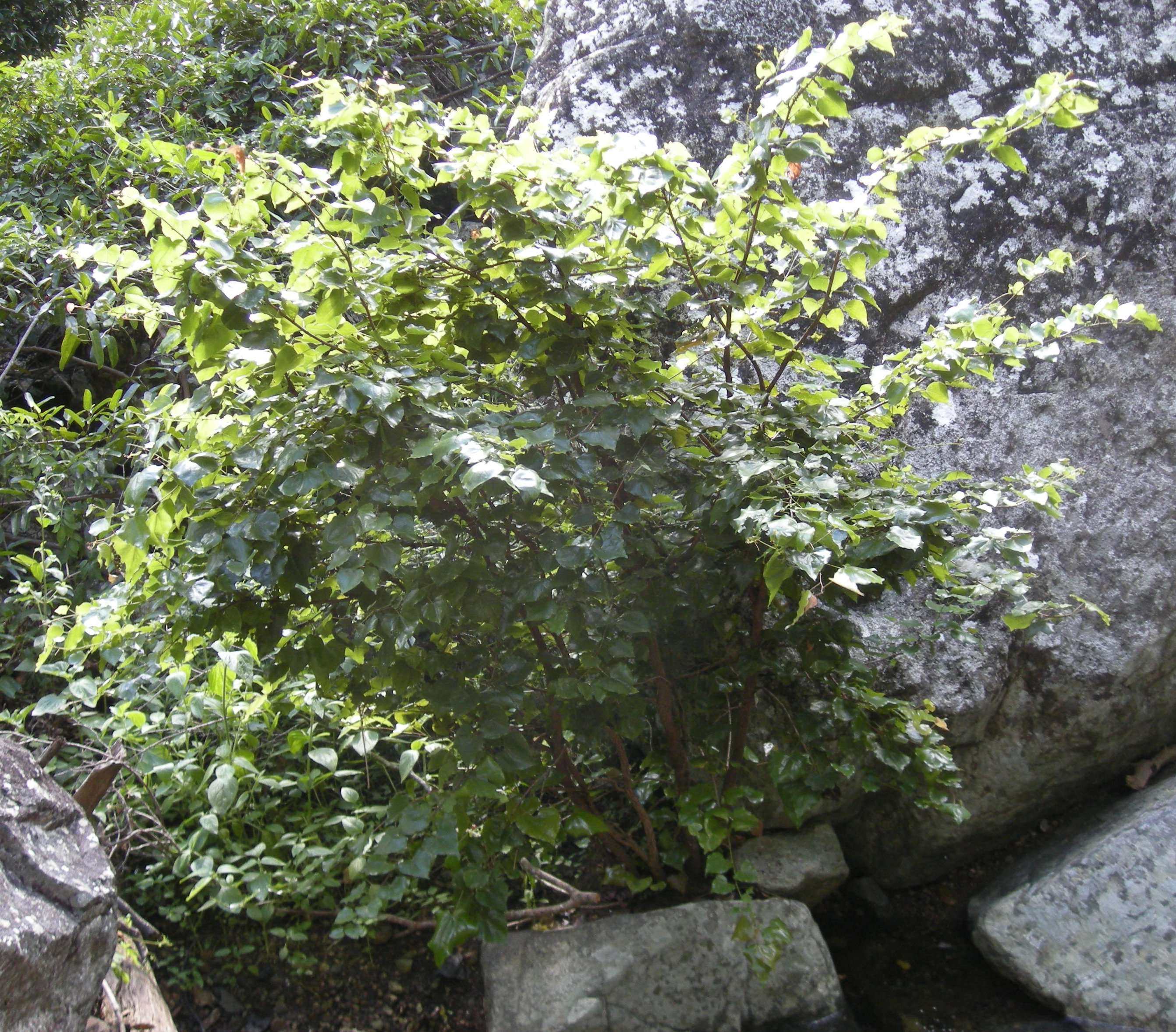